# NGC 4397
NGC 4397 is een astronomische structuur in het sterrenbeeld Hoofdhaar. Het hemelobject werd in 1877 ontdekt door de Duitse astronoom Ernst Wilhelm Leberecht Tempel.
Mogelijk is dit NGC-object een verzameling van vier onafhankelijke structuren. Ofwel gaat het om vier dicht bijeen gelegen sterren, ofwel om een groep van drie sterren en een ver gelegen sterrenstelsel. De identiteit van dit NGC-object is dus niet duidelijk.